# Yvonne Domenge
Yvonne Domenge Gaudry (México, D. F., 1946 – 27 de septiembre de 2019) fue una escultora y docente mexicana cuyas obras forman parte de varias instituciones tanto a nivel nacional como internacional.

## Biografía
Hija de Yvonne Gaudry y Henri Domenge, Yvonne Domenge nació en Ciudad de México, donde estudió artes plásticas así como en Montreal y en Washington D. C.. Igualmente, cursó la carrera de desarrollo humano en la Universidad Iberoamericana.
Tras esto, impartió cursos y talleres, además de ser la coordinadora de proyectos socioeconómicos relativos a zonas de escasos recursos de Distrito Federal. Asimismo, participó en exposiciones tanto a nivel nacional como internacional llevadas a cabo en sitios como el Museo de Arte Contemporáneo de Monterrey y el Museo del Louvre. En 2004, fungió como creadora artística del Sistema Nacional de Creadores de Arte.

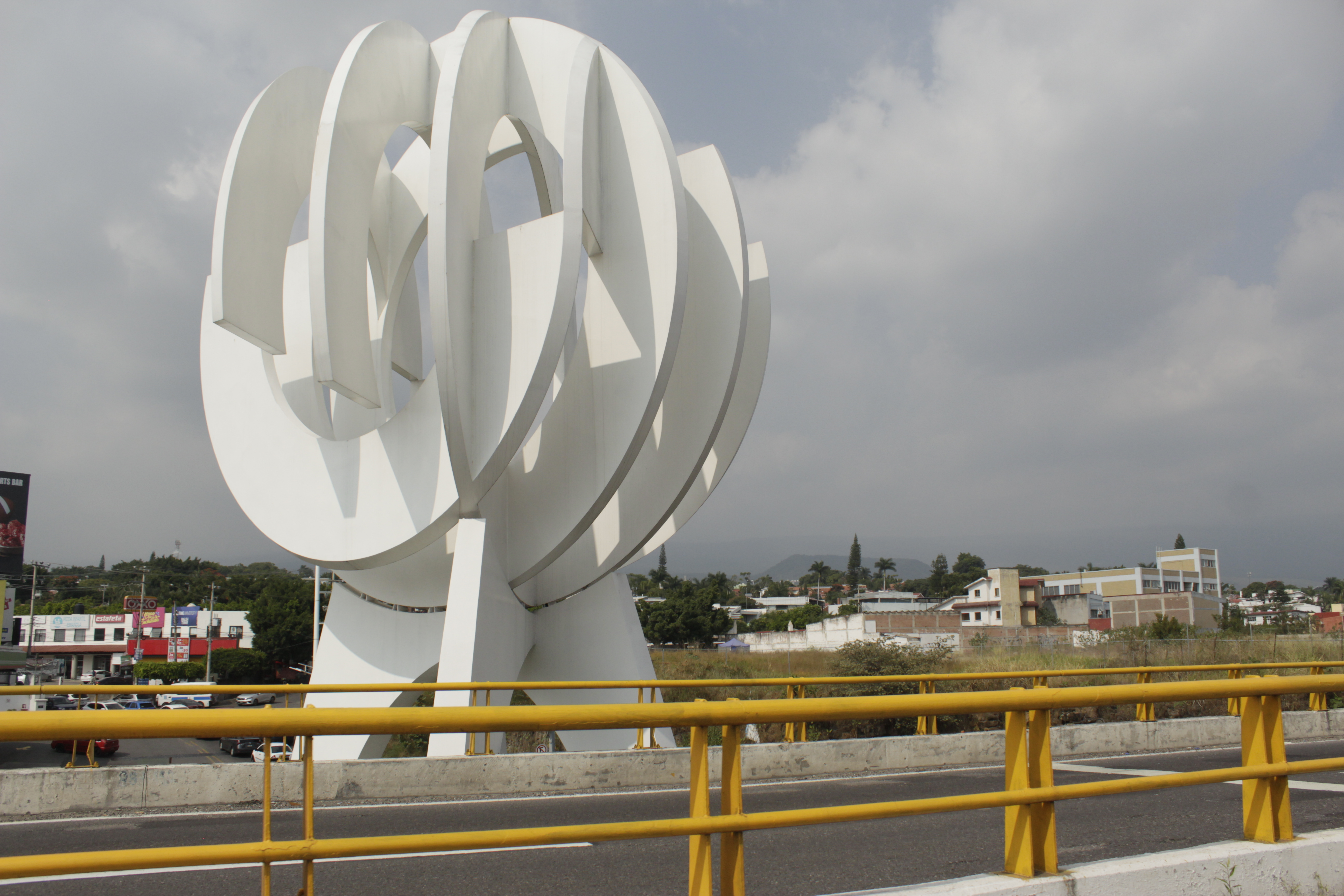
Esfera de Liverpool, en Cuernavaca

Sus esculturas se hallan en numerosas instituciones tanto a nivel nacional como internacional; entre ellos, el Palacio Nacional de la Ciudad de México, el Instituto Nacional de Investigaciones Nucleares, el Jardín Botánico de Culiacán, Sinaloa, el Tecnológico de Monterrey, Campus Estado de México y la Universidad Autónoma Metropolitana, mientras que en el extranjero figuran las ciudades estadounidenses de Washington D. C. (en el Banco Mundial), San Francisco (en las empresas PG & Energy Services Company y Novell Inc.) y San Ramón, ambas en California, así como Japón (en el Toyamura General Center, desde 1997) y la Ciudad internacional universitaria de París. Contribuyó además en el diseño de varios jardines ubicados en Veracruz y en la CDMX. Se dedicó a impartir clases de apreciación artística.
En septiembre de 2010, para celebrar los cien años de la Universidad Nacional Autónoma de México (UNAM), contribuyó con la creación de una escultura alusiva a la pandemia de gripe A (H1N1) de 2009.
En abril de 2011, se convirtió en la primera mexicana en participar con algunas de sus esculturas en el Millennium Park, de Chicago, Estados Unidos, en una exposición que habría de durar dos años. Entre las obras seleccionadas figuraron: Listón de Tabachín, Esfera de coral, Olas de viento y Árbol de vida. Para su construcción y traslado a Chicago, los gastos fueron cubiertos por el propio Millennium Park y el Consejo Nacional para la Cultura y las Artes. Tras el término de la muestra, las obras serían trasladadas a diferentes museos de arte contemporáneo de esa ciudad.
Falleció el 27 de septiembre de 2019 a los 73 años, en la Ciudad de México.

## Reconocimientos
Domenge ha obtenido varios reconocimientos por su trayectoria tanto en México como en otros países. 
Diploma de designación como Miembro de Número de la Academia de las Artes Ciudad de México en 2017. Obtuvo un reconocimiento por trayectoria en el marco del octagésimo aniversario del Instituto Politécnico Nacional en 2016, tuvo una participación en "Women Ambassadors Forum" en San Antonio, Texas en Julio 2015. Fue galardonada con el premio Phoenix Award y el 20 de marzo se declaró el "Día de Yvonne Domenge" en Atlanta, Georgia en 2013. Tuvo un reconocimiento por el Instituto de Investigaciones Biomédicas en México en 2010, fue ganadora del premio Sorel Etrog Lifetime Achievement Award for Sculpture and Public Art, por parte de la Bienal Internacional de escultura de Vancouver, en reconocimiento a su trayectoria. Fue seleccionada en "2010 The Year of Mexico in Chicago At Millenium Park" en 2009, fue ganadora de la bienal Chaco-Argentina en 2008, el mismo año se galardonó su escultura Lily en Pekín, China. Fue miembro asociado honorario de la Sección de Escultura de la Real Academia de Ciencias, Letras y Bellas Artes de Bélgica en 2008, su escultura "Circontinuo" fue seleccionada, premiada y adquirida en la Bienal Internacional de la Escultura y Año Cultural de Zhengzhou, China en 2006. Obtuvo el primer lugar en el concurso internacional en Artes Plásticas  de la cadena televisiva CNN en Español en 2003. Fue ganadora del primer lugar en Premio Nacional del Acero en la Cámara Nacional de la Industria del Hierro y del Acero en México en 2000, obtuvo la moneda conmemorativa por los 40 años del Instituto de Ciencias Nucleares por la realización de la escultura "Dimensión 5" en 1996. Tuvo un reconocimiento por haber obtenido el primer lugar en la sexta edición del Premio de Diseño Industrial Latinoamericano en 1996, ganó el premio de adquisición Euroescultura en Italia en 1993, obtuvo el segundo lugar en el Concurso Internacional de Arte en Hielo en Alaska en 1992.    
Entre estos destacan el primer lugar del Sexto Premio Mexinox de Diseño Industrial Latinoamericano, en México en 1996, el Pergamino Sor Juana Inés de la Cruz, en el mismo país en 2003, el primer lugar en el concurso internacional Visiones Convergentes de la cadena televisiva CNN en Español, el Premio de Adquisición Camille Claudel, en Francia, el Segundo Lugar Internacional de Arte en Hielo, en Alaska y el Premio de Adquisición Euroescultura, en Italia. Inclusive, ha participado en el Bienal Internacional de Esculturas en más de una ocasión. En 2006, una de sus esculturas fue adquirida para la Ciudad Internacional de Escultura y Año Cultural de Zhengzhou, mientras que en 2008 se galardonó su escultura Lily en Pekín, China. Adicionalmente una de las salas de exposiciones artísticas de la Universidad Autónoma Metropolitana lleva su nombre a manera de tributo.